# 관음교통
관음교통(觀音交通)은 대구광역시 동구 방촌동에 차고지를 둔 시내버스 운송 업체이다.

## 개요
- 1979년 12월 11일에 시내버스 운송면허를 취득[1] 하여 관음교통 주식회사 이라는 이름으로 설립되었다.
- 부동농협과 옻골마을 사이에 차고지가 있어서 둔산동, 부동, 옻골마을 오지에서 칠성시장으로 가는 노선을 고정 전담한다.
- 대구시내버스 회사 중 유일하게 2014년식 저상 뉴 슈퍼에어로시티가 없는 업체이다.
- 대구에서 마지막으로 2011년식 입석 뉴 슈퍼에어로시티를 굴렸던 업체이다.
- 대구에서 마지막으로 2012년식 입석 뉴 슈퍼에어로시티를 굴렸던 업체이다.[2][3]

## 차고지
- 대구광역시 동구 둔산로40길 18 (방촌동)

## 보유 차량

#### 범한자동차
- 범한자동차 E-STAR 11

#### 현대자동차
- 현대 뉴 슈퍼 에어로시티
- 현대 저상 뉴 슈퍼 에어로시티
- 현대 일렉시티

## 노선
| 노선번호 | 운행경로 기점 ↔ 중간경유지 ↔ 종점 | 운행경로 기점 ↔ 중간경유지 ↔ 종점 | 운행경로 기점 ↔ 중간경유지 ↔ 종점 | 운행대수         | 비고          |
| -------- | --------------------------------- | --------------------------------- | --------------------------------- | ---------------- | ------------- |
| 306번    | 북구 산격2동 종합유통단지         | 중구 덕산동 반월당역              | 달서구 대곡동 대곡동공영차고지    | 19 (저상 9)      | 단독운행      |
| 326번    | 달서구 대곡동 남도버스            | 달서구 송현동 송현역              | 북구 관음동 유통단지              | 4 (전 차량 저상) | 대명교통 공배 |
| 523번    | 달성군 다사읍 방천리공영차고지    | 원대시장                          | 북구 검단동 성보교통              | 8 (저상 2)       | 경신교통 공배 |
| 719번    | 북구 읍내동 칠곡우방타운          | 동구 지저동 대구국제공항          | 경산시 압량읍 금구리              | 10 (저상 5)      | 경상버스 공배 |
| 동구3번  | 동구 구둔산,부동,옻골,K-2관사     | 동구 신암5동 동구청               | 북구 칠성동1가 칠성시장           | 4 (전 차량 저상) | 단독운행      |
| 예비     |                                   |                                   |                                   | 2                | 단독운행      |
| 5종      |                                   |                                   |                                   | 47대             |               |

## 갤러리

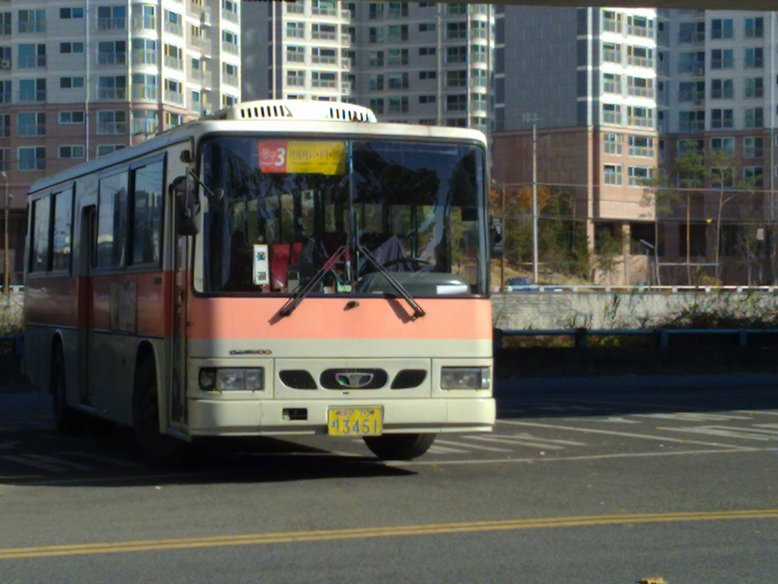
대구시내버스 동구3번 (대차 전)